# Krasnosnamensk (Kaliningrad)

Lasdehnen im nordöstlichen Ostpreußen, südöstlich von Tilsit und nordöstlich von Insterburg, auf einer Landkarte von 1908

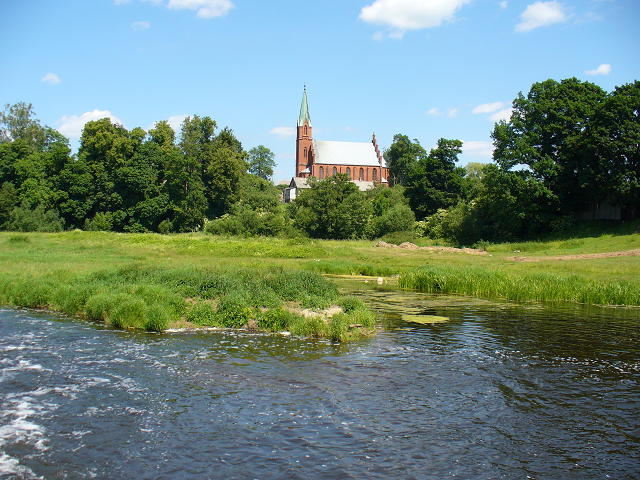
Stadtansicht aus Richtung der Scheschuppe

Krasnosnamensk (russisch Краснознаменск, Bedeutung in etwa „Rotbannerstadt“), deutsch bis 1938 Lasdehnen (1938–1945 Haselberg, litauisch Lazdynai), ist eine Stadt mit 3419 Einwohnern (Stand 1. Oktober 2021) im ehemaligen Ostpreußen, in der heutigen russischen Oblast Kaliningrad. Die Stadt ist Verwaltungszentrum der kommunalen Selbstverwaltungseinheit Stadtkreis Krasnosnamensk im Rajon Krasnosnamensk.

## Geographische Lage
Die Ortschaft liegt im Nordosten der historischen Region Ostpreußen nahe der Grenze zu Litauen, etwa 42 Kilometer südöstlich von Tilsit (Sowetsk), 54 Kilometer nordöstlich von Insterburg (Tschernjachowsk) und 126 Kilometer ostnordöstlich von Königsberg (Kaliningrad). Durch den Ort fließt die Scheschuppe.

## Die Stadt Krasnosnamensk (Lasdehnen/Haselberg)

### Geschichte
Der Ort wird 1521 mit dem deutschen Namen „Haselpusch“ erstmals erwähnt. Der seit Beginn des 18. Jahrhunderts verwendete Name Lasdehnen leitet sich von dem litauischen Wort lazd(ynas) ab, das „Haselnuss“ bedeutet. Bereits 1578 war im Dorf eine Kirche vorhanden, die jedoch 1661 abbrannte. Der Nachfolgebau musste 1869 wegen Baufälligkeit abgerissen werden. Die heute noch vorhandene Kirche wurde in den Jahren 1874–1877 im neugotischen Stil errichtet.
Lasdehnen entwickelte sich zum wichtigsten Marktflecken an der unteren Scheschuppe. 1663 wurde eine Wassermühle in Betrieb genommen. Im Jahr 1785 war Lasdehnen ein Dorf mit einer Kirche, einem königlichen Amtsvorwerk, einer Wasser-Mahlmühle, einer Ross-Ölmühle und mit 48 Feuerstellen (Haushaltungen). Im Jahr 1861 standen auf der Gemarkung des Dorfs, die eine Fläche von über 2.057 Morgen umfasste, 214 Gebäude. Aus der Wassermühle entwickelte sich bis zum 20. Jahrhundert eine der größten Mühlen im Kreis Pillkallen.
Im Jahr 1945 gehörte Lasdehnen zum Landkreis Schloßberg (Ostpr.) im Regierungsbezirk Gumbinnen der Provinz Ostpreußen des Deutschen Reichs.
Nach Ende des Zweiten Weltkriegs wurde Haselberg im Sommer 1945 von der sowjetischen Besatzungsmacht unter ihre Verwaltung gestellt. Der Ort wurde 1944/45 im Gegensatz zur damaligen Kreisstadt Pillkallen kaum zerstört und übernahm seither deren Funktionen. Seit dem Zusammenbruch der Sowjetunion gehört der Ort zur Russischen Föderation.

#### Amtsbezirk Lasdehnen/Haselberg (1874–1945)
Zwischen 1874 und 1945 war Lasdehnen bzw. Haselberg Amtssitz und namensgebend für einen Amtsbezirk im Kreis Pillkallen (Kreis Schloßberg) und im Regierungsbezirk Gumbinnen der preußischen Provinz Ostpreußen:
| Name             | Änderungsname 1938 bis 1946 | Russischer Name | Bemerkungen                                   |
| ---------------- | --------------------------- | --------------- | --------------------------------------------- |
| Lasdehnen        | Haselberg (Ostpr.)          | Krasnosnamensk  |                                               |
| Neuhof-Lasdehnen | Altbaum                     | Smolenskoje     | 1929 in den Amtsbezirk Jucknaten umgegliedert |
| Sallehnen        | Sallen                      |                 |                                               |
| Schilleningken   | Ebertann                    | Chlebnikowo     |                                               |

#### Stadtgemeinde Krasnosnamenskoje 2008–2015

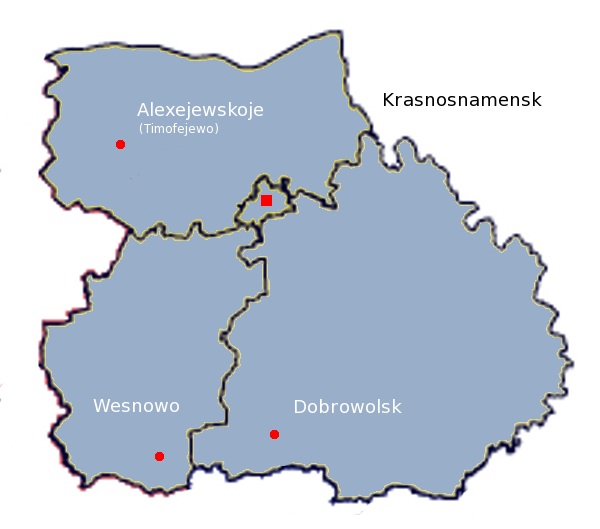
Lage der Stadtgemeinde Krasnosnamenskoje inmitten des Rajons Krasnosnamensk

Die Stadtgemeinde Krasnosnamenskoje (ru. Краснознаменское городское поселение, Krasnosnamenskoje gorodskoje posselenije) wurde am 30. Juni 2008 gegründet. Neben dem Amtssitz Krasnosnamensk umfasste sie zwei Siedlungen. Im Jahre 2010 zählte sie 3893 Einwohner. Ende 2015 wurde die Stadtgemeinde aufgelöst und deren Orte in den neu gebildeten Stadtkreis Krasnosnamensk eingegliedert.
Zur städtischen Gemeinde gehörten:
| Name           | Deutscher Name | Änderungsname 1938 bis 1945 |
| -------------- | -------------- | --------------------------- |
| Krasnosnamensk | Lasdehnen      | Haselberg                   |
| Chlebnikowo    | Schilleningken | Ebertann                    |
| Samarskoje     | Bergershof     |                             |

### Bevölkerungsentwicklung
bis 1945
| Jahr | Anzahl | Anmerkungen  |
| ---- | ------ | ------------ |
| 1816 | 0813   | [ 6 ]        |
| 1861 | 0978   | im Dezember, |
| 1885 | 1.294  | [ 7 ]        |
| 1912 | 1.578  | [ 8 ]        |
| 1933 | 2.065  | [ 7 ]        |
| 1939 | 2.070  | [ 7 ]        |

seit 1945
| Jahr | Einwohner |
| ---- | --------- |
| 1959 | 2.843     |
| 1970 | 2.911     |
| 1979 | 3.392     |
| 1989 | 3.894     |
| 2002 | 3.751     |
| 2010 | 3.522     |
| 2021 | 3.419     |

Anmerkung: Volkszählungsdaten

### Kirche

#### Evangelisch

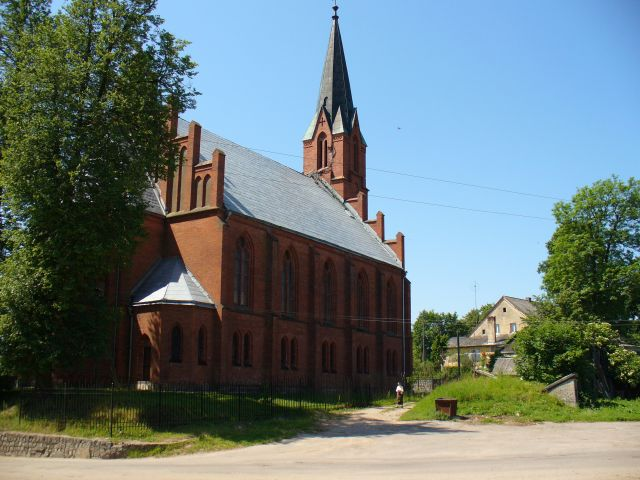
Ehemalige evangelische und heute orthodoxe Kirche

##### Ehemalige Pfarrkirche
Die einst evangelische Pfarrkirche steht auf einem zur Scheschuppe steil abfallenden Hügel in einiger Entfernung zum Stadtzentrum. Im Jahre 1578 war hier bereits eine Kirche vorhanden. Sie brannte 1661 ab. Ein Nachfolgebau musste 1869 wegen Baufälligkeit geschlossen werden. So entstand in den Jahren 1875 bis 1877 ein neugotischer Ziegelbau mit Apsis und hohem Turm. Auch der Innenraum zeigte neugotischen Stil. Über dem mittleren Teil des Kirchenschiffes ist die Decke gewölbt.
Die Kirche wurde nach dem Zweiten Weltkrieg zweckentfremdet und als Lagerhalle genutzt. Dadurch konnte sie wenigstens vor dem Verfall bewahrt werden. Heute ist die einst evangelische Kirche orthodoxes Gotteshaus.

##### Kirchengemeinde
Die evangelische Kirchengemeinde Lasdehnen wurde 1578 gegründet. Sie zählte 1925 insgesamt 8061 Gemeindeglieder, die in einem ausgedehnten Kirchspiel mit mehr als 50 Ortschaften wohnten. An der Pfarrkirche waren vor 1945 in den letzten 70 Jahren zwei Geistliche tätig. Die Pfarrei gehörte zum Kirchenkreis Pillkallen (Schloßberg) innerhalb der Kirchenprovinz Ostpreußen der Kirche der Altpreußischen Union. Infolge von Flucht und Vertreibung der einheimischen Bevölkerung und der restriktiven Religionspolitik der Sowjetunion kam das kirchliche Leben in Krasnosnamensk zum Erliegen. Die heute nächstgelegene und neu entstandene evangelisch-lutherische Gemeinde ist die in Sabrodino (Lesgewangminnen, 1938 bis 1946 Lesgewangen), die zur Propstei Kaliningrad (Königsberg) der Evangelisch-lutherischen Kirche Europäisches Russland gehört.

#### Katholisch
Ein katholisches Gotteshaus hat es in Krasnosnamensk auch vor 1945 nicht gegeben. Der Ort gehörte bis 1945 zur Pfarrei in Bilderweitschen (1938 bis 1946: Bilderweiten, heute russisch: Lugowoje) im Bistum Ermland.

#### Orthodox
In den 1990er Jahren bildete sich in Krasnosnamensk eine Gemeinde der russisch-orthodoxen Kirche. Sie übernahm die einstige evangelische Kirche und richtete sie in dem ihr eigenen Stil wieder her. Im Oktober 1992 erfolgte die Weihe der Kirche, die heute den Namen der Apostel Petrus und Paulus trägt. Die Gemeinde gehört zur Diözese Kaliningrad und Baltijsk der russisch-orthodoxen Kirche.

### Sehenswürdigkeiten
Neben der neugotischen Kirche blieben einige weitere Bauten aus der Vorkriegszeit erhalten.

### Wirtschaft und Infrastruktur
In Krasnosnamensk gibt es kleine Betriebe der Forstwirtschaft und Lebensmittelindustrie (Käsefabrik).
Durch die Stadt führt die Regionalstraße R 508 von Kaliningrad über Snamensk (Wehlau) und Gussew (Gumbinnen) nach Neman (Ragnit), von der hier die R 511 durch den Ostteil des Rajons und weiter nach Nesterow (Stallupönen/Ebenrode) abzweigt.

### Persönlichkeiten

#### Söhne und Töchter des Ortes
- Alfred von Lyncker (1854–1919), deutscher General
- Gertrud Mortensen (1892–1992), deutsche Historikerin
- Max Hermann Bork (1899–1973), deutscher Offizier, Generalleutnant
- Franz Nolde (1909–1981), deutscher Maler
- Dietmar Pertsch (1929–2022), deutscher Autor, Literaturwissenschaftler, Mediendidaktiker und Seminardirektor
- Dietrich Beyrau (* 1942), deutscher Historiker, Universitätsprofessor

#### Mit dem Ort verbunden
- Erich Sack (1887–1943) war ein Widerstandskämpfer gegen den Nationalsozialismus. Von 1926 bis zu seinem Tode im Konzentrationslager Dachau war er Pfarrer an der Kirche Lasdehnen.